# Хайнрих фон Прайзинг
Хайнрих фон Прайзинг (на немски: Heinrich von Preysing; * пр. 1412; † сл. 1440) е благородник от старата баварска фамилия фон Прайзинг.

## Произход и наследство
Той е син на Албрехт фон Прайзинг (*пр. 1387; † ок. 1425) и втората му съпруга Валбург Пфлугин († сл. 1406). Внук е на Ханс фон Прайзинг († 1395) и първата му съпруга фон Валдек. Правнук е на Греймолд фон Прайзинг († 1349) и Елзбет Юдман († сл. 1318). Баща му бил женен първо за Елзбет Валерин († сл. 1394) и се жени трети път за Катрай фон Цолерн.
Брат е на Йохан фон Прайзинг († 25 октомври 1442, Пасау), Еразмуз фон Прайзинг († сл. 1449) и на Маргарет фон Прайзинг, омъжена за Вилхелм фон Фрауенхофен.
Фамилията фон Прайзинг има от втората половина на 12 век важни дворцови служби в херцогствата Горна Бавария и Долна Бавария. През първата половина на 14 век те получават службата „наследствен Шенк“ за двете територии.
Внуците му стават фрайхерен. Правнукът му Йохан Вармунд фон Прайзинг (* 1573; † 9 август 1648, Пасау) става 1645 г. граф на Прайзинг и фрайхер на Алтен-Прайзинг. През 18 век фамилията принадлежи към най-значимите баварски родове.

## Фамилия
Първи брак: с Маргарет фон Фрауенховен. Те имат двама сина:
- Фридрих фон Прайзинг, женен за Маргарет фон Танберг; баща на трима сина:
  - Ханс
  - Волф
  - Кристоф

- Томас фон Прайзинг († 1504), женен за Бригита Шмихен фон Волкерщайн († 1507); баща на пет деца:
  - фрайхер Йохан Зигмунд († 1561)
  - Сикст († 1533)
  - Йохан († 1541)
  - Вилхелм († 1530)
  - Анна

Втори брак: с Кунигунд Ценгер цум Шварценберг († сл. 1435). Те нямат деца.